# Rajčinovićka Trnava
Rajčinovićka Trnava (izvirno srbsko Рајчиновићка Трнава) je naselje v Srbiji, ki upravno spada pod Mesto Novi Pazar; slednja pa je del Raškega upravnega okraja.

## Demografija
V naselju živi 163 polnoletnih prebivalcev, pri čemer je njihova povprečna starost 41,4 let (40,3 pri moških in 42,5 pri ženskah). Naselje ima 57 gospodinjstev, pri čemer je povprečno število članov na gospodinjstvo 3,65.
|  |

| Demografija | Demografija     | Demografija     |
| Leto        | Št. prebivalcev | Št. prebivalcev |
| ----------- | --------------- | --------------- |
|             |                 |                 |
|             |                 |                 |
|             |                 |                 |
|             |                 |                 |
| 1948        | 508             |                 |
| 1953        | 606             |                 |
| 1961        | 644             |                 |
| 1971        | 485             |                 |
| 1981        | 466             |                 |
| 1991        | 350             | 308             |
| 2002        | 240             | 208             |
|             |                 |                 |

| Etnična sestava po popisu iz leta 2002 | Etnična sestava po popisu iz leta 2002 | Etnična sestava po popisu iz leta 2002 | Etnična sestava po popisu iz leta 2002 | Etnična sestava po popisu iz leta 2002 |
| -------------------------------------- | -------------------------------------- | -------------------------------------- | -------------------------------------- | -------------------------------------- |
| Bošnjaki                               | Bošnjaki                               |                                        | 137                                    | 65,86%                                 |
| Srbi                                   | Srbi                                   |                                        | 71                                     | 34,13%                                 |
| Neznano                                | Neznano                                |                                        | 0                                      | 0,0%                                   |